# Росси, Риккардо (актёр)
Риккардо Росси (итал. Riccardo Rossi;  род. 24 октября 1962, Рим) — итальянский комик, артист кабаре, юморист и актёр.

## Биография
Риккардо Росси родился в Риме, он начал свою карьеру с участия в фильме Колледж 1984 года,, за которым следует Mamma Ebe автор 1985 г. и «Универмаги» в 1986 г. На телевидении он также появлялся во многих рекламных объявлениях, таких как реклама Baci Perugina, воды Ferrarelle вместе с Наташей Хови и вместе с Федерикой Пеллегрини выступил с рекомендацией электроэнергетической компании Enel Energia. Он известен по роли Маццокки в телесериале Италия 1 Мальчики из 3ª C, примерно в 1986-1987 годах.
Она также начала свою карьеру на телевидении с участия в сериале «Non è la Rai», в котором она сыграла Золушку, в «Форум» и в Buona Domenica, программы девяностых годов, транслируемые в сетях Mediaset. Помимо прочего, он продолжил свою кинематографическую карьеру, приняв участие в различных фильмах, таких как S.P.Q.R. - 2000 и ½ года назад в 1994 году. Он также принял участие в программе Nessundorma Rai 2 в качестве ведущего вместе с Паолой Кортеллези. В 2003 году Росси также вел «Ассоло», программу на канале LA7, посвященную комикам. Позже он также разместил внешние ссылки на «Quelli che il Calcio» на Rai 2.
В театре он написал и исполнил монологи «Страница Росси» и продолжение «Самый прекрасный вечер в вашей жизни». На основе этих шоу была опубликована книга Mondadori: «Pagine Rossi. Руководство по выживанию в городе», опубликованное в 2004 году. Среди других шоу: «К счастью, есть Риккардо» 2006 года, в котором он рассказал о датах, изменивших историю мира, и «Stasera a casa Rossi» в 2010 года, где каждый вечер присутствовал новый гость, вместе с которым Росси вспоминал анекдоты из прошлого, ставя некоторые из своих самых успешных песен. В период с 2008 по 2009 год он был постоянным гостем радиопрограммы Rai Radio 2 Gli Spostati вместе с "Gazzettino di Rossi".
Он является одним из авторов Fiorello и участвовал в качестве постоянного гостя в «Fiorello Show», транслировавшемся на Sky Uno в 2009-2010 годах. Затем он продолжил свою карьеру в качестве ведущего, а в 2010 году заменил Массимилиано Оссини в качестве ведущего викторины «Вы лучше, чем пятиклассник?», транслируемой на Небо. С 2010 по 2014 год он был на LA7d в телевизионной программе Cuochi e Flames, которую вел Симоне Ругиати, входя в состав жюри вместе с гастрономическими критиками Fiammetta Фадда и кулинарному блоггеру Кьяре Маки. В 2011 году он ведет на Dove TV программу «Я знаю одно место», посвященную туристическим и гастрономическим достопримечательностям различных регионов Италии. В 2014 году он написал сценарий, снялся и снял свой первый фильм «Впервые (моя дочь)». В театре он написал и поставил, начиная с 2014 года, «Любовь — креветка», а с 2017 года — «Это жизнь». с последующим «W le donne», с которым он отправился в турне по всей Италии.В 2014 году он написал сценарий, снялся и снял свой первый фильм «Впервые (моя дочь)». В театре он написал и поставил, начиная с 2014 года, «Любовь — креветка», а с 2017 года — «Это жизнь». с последующим «W le donne», с которым он отправился в турне по всей Италии. С октября 2019 года он ведет «Battute?», второй вечер Rai 2. Он создал и вел для Sky, а затем и для Rai программу, полностью посвященную прослушиванию музыки на пластинках «I Mie Vinyls».
В 2022 году он принял участие в третье издание шоу «Певец в маске» под маской Хамелеона, заняв третье место.

## Фильмография

### Актер

#### Кино
- Колледж, режиссер Кастеллано и Пиполо (1984)
- Mamma Ebe, режиссер Карло Лиццани (1985)
- Универмаги, режиссеры Кастеллано и Пиполо (1986)
- Итальянский фаст-фуд, режиссер Лодовико Гаспарини (1986)
- Ужин с вампиром, режиссер Ламберто Бава (1986)
- Те в шлеме, режиссер Лучано Сальсе (1987)
- Le finte bionde, режиссер Карло Ванзина (1989)
- American Red, режиссер Алессандро Д'Алатри (1990)
- Август, режиссер Массимо Спано (1992)
- Мы хотели быть U2, режиссер Андреа Барзини (1992)
- Piccolo grande amore, режиссер Карло Ванзина (1993)
- Месяц на озере, режиссер Джон Ирвин (1994)
- Хроника нарушенной любви, режиссер Джакомо Баттиато (1994)
- S.P.Q.R. - 2000 и ½ года назад, режиссёр Карло Ванзина (1994)
- Образцовое преступление, режиссер Пьер Беллони (1995)
- Мужчины без женщин, режиссер Анджело Лонгони (1996)
- Последний Новый год, режиссер Марко Ризи (1998)
- Бог существует, режиссер Альфредо Арсьеро (1998)
- Мастер говорит по-французски, режиссер Жером Леви (1999)
- Большой взрыв, режиссер Леоне Помпуччи (2000)
- Даже во сне, режиссер Джанлука Греко (2001)
- Передай должное, режиссер Андреа Барзини (2005)
- Ночь перед экзаменами - Сегодня, режиссер Фаусто Брицци (2007)
- Как ты хочешь меня, режиссер Вольфанго Де Биази (2007)
- Лето на море, режиссёр Карло Ванзина (2008)
- Прости, но я называю тебя любовью, режиссер Федерико Мочча (2008)
- Вся любовь в мире, режиссер Риккардо Гранди (2010)
- Никто не может меня судить, режиссер Массимилиано Бруно (2011)
- Сказочная свадьба, режиссер Карло Ванзина (2014)
- Впервые (моя дочь), режиссёр Риккардо Росси (2015)
- Вечно молодой, режиссер Фаусто Брицци (2016)
- Рождество 5 звезд, режиссер Марко Ризи (2018)
- Изоляция в итальянском стиле, режиссер Энрико Ванзина (2020)

#### Телевидение
- Мальчики из 3-го C – сериал, 8 серий (1986-1987)
- Ужин с вампиром, режиссер Ламберто Бава – телефильм (1988)
- Порок жизни, режиссер Дино Ризи – телефильм (1988)
- Сотрудник ГАИ – сериал (1989-1990)
- Дон Маттео – сериал, 2 серии (2001; 2003)
- Любовные записки, режиссер Даниэле Лукетти (2002)
- Есть кое-что о любви – сериал, 2 серии (2008)
- Врач в семье – сериал, 3 серии (2011)
- Ночь перед экзаменами '82, режиссер Элизабетта Маркетти – телесериал (2011)

### Режиссер
- (Моя дочь) в первый раз (2015)

## Телевидение
- Это не Рай (Канал 5, Италия 1, 1992-1993)
- Весь Дисней (Канал 5, 1993–1994)
- Микшер Дорогой дневник (Рай 2, 1994)
- Tivvùcumprà (Рай 3, 1995)
- Цветение апельсина в Non è la Rai (Италия 1, 1995)
- Счастливого воскресенья (5 канал, 1995–1996)
- La testata (3 Рай, 1996 г.)
- Forum di sera (Rete 4, 1996-1997 гг.)
- Форум (5 канал, 1996-1999)
- Каррамба, какая удача (Rai 1, 1998-2000)
- Тайны и ложь (Рай 1, 1999 г.)
- Либеро (Рай 2, 2001)
- Ассоло (LA7, 2003)
- Оружие, украденное в сельском хозяйстве (Рай 3, 2003 г.)
- Нессундорма (Рай 2, 2004 г.)
- Fiorello Show (Sky Uno, 2009) - постоянный гость и автор
- Ты лучше пятиклассника? (Cielo, 2010)
- Я знаю одно место (Dove TV, 2010)
- Повара и пламя (LA7d, 2011-2014, 2017) - судья
- Эдикола Фиоре (Sky Uno, 2016) - постоянный гость
- Мои винилы (Sky Uno, 2017–2018; Rai 3, 2018–2019)
- Soliti ignoti - Возвращение (Rai 1, с 2018 г.) - постоянный гость
- Шутки? (Рай 2, 2019)
- АмаСанремо (1 Рай, 2020 г.)
- Кусочек Лундини (2 Рай, 2020 г.)
- Певец в маске 3 (Рай 1, 2022 г.) - участник
- Only Fun – Comedy Show (Нове, 2022)
- Винилы... (1 Рай, 2024 г.)

## Радио
- Зови меня орлом (Rai Radio 2, 2007)
- Vice Radio2 (Rai Radio 2, 25 апреля 2007 г.)
- The Shifters (Rai Radio 2, 2008–2009)

## Реклама
- Бачи Перуджина (1986)
- Ауди 80 (1988)
- Феррарель (1994–2000)
- Йоплайт
- Микки Маус
- Энел Энергия